# Cyngar ap Dyfnwal
Cyngar ((in latino "Concarius" e in inglese "Conger"; fl. V secolo) figlio del re di Bryneich (Inghilterra settentrionale), Dyfnwal Moelmud ap Garbanion, divenne forse re alla morte del padre, intorno al 475 (?), eventualmente dividendo il regno con il fratello Bran Hen ap Dyfnwal.
Si ignorano gli avvenimenti della sua vita e del suo regno e la data della sua morte.
Secondo la tradizione sarebbe stato suo figlio il re Morcant Bulc ap Cyngar, che venne spodestato dagli Angli nel 547. Dato che inoltre il medesimo personaggio avrebbe partecipato alla confederazione dei re britanni contro gli Angli intorno al 590, è possibile tuttavia che le fonti storiche siano lacunose e imprecise.
In un racconto di Goffredo di Monmouth si narra della rivalità tra due fratelli, i re Brennius e Belinus, che si erano spartiti il regno alla morte del padre: secondo alcuni studiosi in particolare il personaggio di Brennius avrebbe preso spunto dalla figura del re Bran Hen (e quindi il fratello Belinus dovrebbe essere identificabile con il re Cyngar).